# Донор (фильм, 1995)
«Донор» — канадский художественный фильм.

## Сюжет
Отдохнув в горах с двумя друзьями, мужчина возвращается домой с женщиной, с которой он ранее никогда не встречался. Проснувшись, он обнаруживает, что одна из его почек была удалена хирургическим путём. Всю остальную часть фильма он пытается выяснить, кто это сделал.

## В ролях
- Фалконер Абрахам — Дэрил Чамберс
- Эммануэль Шрики — Патти
- Джефф Уинкотт — Билли Касл
- Дерек Клиффорд
- Роберт Коллинз
- Кристина Кокс

## Съёмочная группа
- Режиссёр: Дэмьен Ли
- Продюсер: Ашок Амритрадж, Кэтрин Касс, Элдер Гонсалвес
- Сценарист: Нил Добровски, Типпи Добровски
- Композитор: Рональд Дж. Уайсс
- Оператор: Расс Гузи